# 2020 у телебаченні
Список 2020 у телебаченні описує події у сфері телебачення, що відбулися 2020 року.

## Події

### Січень
- 1 січня
  - Перехід телеканалу «ЧП.INFO» до мовлення у широкоекранному форматі зображення 16:9.
  - Перейменування чернівецького регіонального телеканалу «ТВА» у «TVA».
  - Початок аналогового мовлення суспільного телеканалу «UA: Культура» на 3 ТВК в Гірнику[1].
- 3 січня — Припинення супутникового мовлення чернівецького регіонального телеканалу «TVA»[2].
- 13 січня
  - Перехід телеканалів «СТБ», «ICTV», «ОЦЕ ТБ» та «Нового каналу» до мовлення у стандарті високої чіткості (HD)[3][4].
  - Зміна логотипу телеканалу «ОЦЕ ТБ».
- 16 січня — Припинення мовлення та закриття запорізького регіонального телеканалу «ТВ-5 Спорт»[5].
- 17 січня — Зміна логотипу телеканалу «НАШ».
- 19 січня
  - Початок мовлення телеканалу «УНІАН» у цифровій ефірній мережі DVB-T2 замість телеканалу «ПлюсПлюс» в Одесі.
  - Припинення мовлення та закриття регіонального телеканалу «ТБ Гребінка»[6].
- 27 січня — Перехід телеканалу «Sport 1» до мовлення у стандарті високої чіткості (HD).
- 28 січня — Перехід телеканалів медіагруп «1+1 Media», «StarLightMedia», «Медіа Групи Україна» та «Inter Media Group» на платну модель дистрибуції[7].
- 29 січня — Припинення мовлення та закриття нікопольського регіонального телеканалу «НМЦ»[8].
- 31 січня — Припинення мовлення та закриття телеканалу «Sirius TV»[9].

### Лютий
- 1 лютого
  - Початок мовлення нового спортивного телеканалу «Футбол 3» від «Медіа Групи Україна»[10].
  - Припинення аналогового мовлення бахмутського регіонального телеканалу «Заказ» на 25 ТВК в Бахмуті[11].
- 2 лютого
  - Припинення аналогового мовлення регіональної версії телеканалу «2+2 Запоріжжя» на 26 ТВК в Запоріжжі[12].
  - Призупинення аналогового мовлення регіонального телеканалу «Z» на 60 ТВК в Запоріжжі[12].
- 3 лютого
  - Зміна логотипу і графічного оформлення телеканалу «112 Україна».
  - Початок мовлення нового інформаційного телеканалу «Зоряний»[13].
- 11 лютого — Перехід телеканалу «Україна 24» до мовлення у стандарті високої чіткості (HD).
- 13 лютого — Ребрендинг телеканалу «Oboz TV» в «Obozrevatel»[14].
- 18 лютого — Зміна логотипу телеканалу «ТЕТ».
- 24 лютого — Початок мовлення нового спортивного телеканалу «Setanta Sports +»[15][16][17].
- 27 лютого
  - Перехід телеканалу «2+2» до мовлення у стандарті високої чіткості (HD)[18].
  - Ухвалення заборони мовлення російських телеканалів «Еврокино», «Топшоп ТВ» та «Зоопарк» на території України[19].

### Березень
- 1 березня
  - Запуск незакодованої версії міжнародного телеканалу «1+1 International» у DVB-S форматі.
  - Відновлення мовлення регіонального телеканалу «Донеччина TV».
- 2 березня
  - Перехід телеканалу «Music Box Ukraine» на платну модель дистрибуції[20].
  - Зміна програмної концепції та перехід «5 каналу» до мовлення у стандарті високої чіткості (HD)[21].
  - Перехід телеканалу «ТЕТ» до мовлення у стандарті високої чіткості (HD)[18].
  - Запуск державного російськомовного телеканалу «Дім/Дом», який мовить на окуповані території та прикордонні області, що межують з Росією[22][23][24][25].
- 3 березня — Перехід телеканалів «КусКус» і «36,6 TV» на платну модель дистрибуції[26].
- 6 березня — Припинення мовлення міжнародного російськомовного телеканалу «RTVi» на території України[27].
- 10 березня
  - Перехід телеканалу «O-TV» на платну модель дистрибуції[28].
  - Перехід телеканалів «Дача» та «Epoque» на платну модель дистрибуції[29][30].
  - Початок мовлення нового регіонального телеканалу «Донбас Online».
- 16 березня — Початок мовлення нового міжнародного телеканалу «ICTV Ukraine» медіагрупи «StarLightMedia»[31][32][33].
- 31 березня — Запуск незакодованої версії міжнародного телеканалу «Інтер+» у DVB-S форматі.

### Квітень
- 1 квітня — Припинення аналогового мовлення регіонального телеканалу «Simon» на 28 ТВК у Харкові[34].
- 15 квітня — Початок мовлення офіційного телеканалу «Shakhtar.TV» футбольного клубу «Шахтар»[35][36][37].
- 18 квітня — Початок мовлення регіонального телеканалу «ПравдаТУТ Біла Церква» в Білій Церкві у стандарті DVB-T2[38].
- 19 квітня — Зміна логотипу і графічного оформлення телеканалу «М2»[39].
- 22 квітня — Зміна логотипу телеканалу «1+1 International».
- 23 квітня — Перехід телеканалу «ПлюсПлюс» до мовлення у стандарті високої чіткості (HD)[40].
- 29 квітня — Зміна логотипу каналу «Україна».

### Травень
- 4 травня — Припинення мовлення та закриття ніжинського регіонального телеканалу «НТБ»[41].
- 5 травня — Припинення аналогового мовлення регіонального «9 каналу» на 9 ТВК у Дніпрі[42].
- 7 травня — Початок мовлення «9 каналу» у локальному DVB-T2 мультиплексі Дніпра (47 ТВК)[42].
- 13 травня — Перехід суспільного телеканалу «UA: Тернопіль» до мовлення у широкоекранному форматі зображення 16:9[43].
- 18 травня — Перехід каналу «Україна» до мовлення у стандарті високої чіткості (HD).
- 19 травня — Зміна логотипу каналу «Україна».
- 23 травня — Початок мовлення телеканалу «Ukrainian Fashion», міжнародної версії телеканалу про моду «Fashion TV» від групи «Наше медіа»[44][45].
- Припинення мовлення та закриття ставищенського регіонального телеканалу «Грант»[46].

### Червень
- 1 червня
  - Початок мовлення нового інформаційного телеканалу «Апостроф TV» від Інтернет-видання «Апостроф»[47][48].
  - Початок мовлення нового інформаційно-пізнавального телеканалу «Ісландія»[49][50].
  - Зміна логотипу і графічного оформлення телеканалу «Трофей».
- 2 червня — Перехід телеканалів «НЛО TV» та «Індиго TV» до мовлення у стандарті високої чіткості (HD).
- 5 червня — Зміна графічного оформлення телеканалу «Україна 24».
- 6 червня — Початок мовлення «9 каналу» та «D1» у локальному DVB-T2 мультиплексі Жовтих Вод (44-й ТВК).
- 15 червня — Початок мовлення «9 каналу» та «D1» у локальному DVB-T2 мультиплексі Нікополя (21 ТВК).
- 19 червня — Призупинення мовлення регіонального телеканалу «Донеччина TV».
- 24 червня — Початок мовлення телеканалу «D1» у локальному DVB-T2 мультиплексі Покрова (21 ТВК).

### Липень
- 1 липня — Початок мовлення телеканалу «MediaІнформ» у локальному DVB-T2 мультиплексі Одеси[51].
- 2 липня
  - Початок мовлення телеканалу «NOBEL TV» в локальному DVB-T2 мультиплексі Дніпра (47-й ТВК)[42].
  - Припинення аналогового мовлення регіонального телеканалу «NOBEL TV» на 27 ТВК у Дніпрі[42].
  - Припинення аналогового мовлення регіональної версії телеканалу «ТЕТ-Дніпропетровськ» на 49 ТВК у Дніпрі[42].
- 17 липня
  - Початок мовлення регіональної версії телеканалу «Еспресо Біла Церква»[52].
  - Припинення мовлення та закриття нікопольського регіонального телеканалу «Кварц»[8].
- 31 липня — Ребрендинг чорноморського регіонального телеканалу «ІТ-3» в «ІТ3» та перехід телеканалу до мовлення у широкоекранному форматі зображення 16:9 та мовлення високої чіткості у (HD).

### Серпень
- 6 серпня — Ребрендинг регіонального телеканалу «Перший Київський» у «100».
- 10 серпня — Ребрендинг інформаційного телеканалу «RABINOVICH TV» і регіонального телеканалу «100» у «Kyiv.live»[53].
- 11 серпня — Перехід одеського регіонального телеканалу «Град» до мовлення у широкоекранному форматі зображення 16:9 та стандарті високої чіткості (HD).
- 21 серпня — Припинення мовлення та закриття телеканалу «КРТ»[54].
- 22 серпня — Припинення мовлення телеканалів «EU Music», «Music Box Ukraine» та «4ever Music» у локальному DVB-T мультиплексі міста Київ (43-й ТВК).
- 24 серпня — Зміна логотипів і графічного оформлення телеканалів «XSPORT» та «1+1»[55].
- 25 серпня — Відновлення мовлення регіонального телеканалу «Донеччина TV».
- 31 серпня — Зміна логотипу і графічного оформлення телеканалу «Прямий».

### Вересень
- 1 вересня
  - Перехід львівського регіонального телеканалу «Перший Західний» до мовлення у стандарті високої чіткості (HD)[56].
  - Перехід телеканалу «УНІАН» до мовлення у стандарті високої чіткості (HD).
- 2 вересня — Ребрендинг одеського регіонального телеканалу «GTV» в «Odesa.live»[57].
- 8 вересня — Перехід телеканалів «Трофей», «Терра», «Наука» та «Фауна» на платну модель дистрибуції[58].
- 18 вересня — Ребрендинг рівненського регіонального телеканалу «Ритм TV» в «ITV»[59].
- 21 вересня — Зміна логотипу і графічного оформлення «5 каналу».

### Жовтень
- 1 жовтня
  - Перехід телеканалу «XSPORT» на платну модель дистрибуції[58].
  - Початок мовлення нового телеканалу телеторгівлі «Sonata TV»[60].
- 20 жовтня — Зміна логотипу та графічного оформлення телеканалу «СТБ»[61].
- 30 жовтня — Початок мовлення телеканалу «Апостроф TV» у локальному DVB-T мультиплексі Києва (41-й ТВК).

### Листопад
- 7 листопада — Ребрендинг телеканалу про моду «Ukrainian Fashion» у «Fashion TV Ukraine».
- 17 листопада — Початок мовлення регіональної версії телеканалу «УНІАН. Дніпро» у локальному DVB-T2 мультиплексі Дніпра (47 ТВК).
- 19 листопада — Початок мовлення регіональної версії телеканалу «УНІАН. Запоріжжя» у локальному DVB-T2 мультиплексі Запоріжжя (44 ТВК).
- 21 листопада
  - Початок мовлення телеканалу «НБМ-Запоріжжя» у локальному DVB-T2 мультиплексі Запоріжжя (44 ТВК).
  - Початок мовлення «41 каналу» у локальному DVB-T2 мультиплексі Дніпра (47 ТВК).
- 24 листопада
  - Початок мовлення нового телеканалу телеторгівлі «Розпакуй TV»[62].
  - Початок мовлення нового музичного телеканалу «InRating TV»[63][64][65].
  - Початок мовлення регіональної версії телеканалу «УНІАН. Нікополь» у локальному DVB-T2 мультиплексі Нікополя (21 ТВК).
  - Припинення аналогового мовлення «41 каналу» на 41 ТВК у Дніпрі[42].
- 27 листопада — Припинення аналогового мовлення регіонального телеканалу «НБМ Запоріжжя» на 64 ТВК в Запоріжжі[66].
- 28 листопада — Перехід телеканалів «NIKI Kids», «NIKI Junior», «EU Music» та «4ever Music» на платну модель дистрибуції[67].

### Грудень
- 12 грудня — Припинення телевізійного мовлення телеканалу «Hromadske TV»[68].
- 14 грудня — Зміна логотипу телеканалу «Малятко TV».
- 31 грудня — Повноцінне відключення аналогового телебачення в Україні[69].
- Перехід регіонального телеканалу «Чернівецький промінь» до мовлення у стандарті високої чіткості (HD)[70].
- Ребрендинг одеського регіонального телеканалу «STV» у «TV8» і перехід телеканалу до мовлення у широкоекранному форматі зображення 16:9 та мовлення у стандарті високої чіткості (HD)[71].

## Без точних дат
- Літо — Перехід івано-франківського регіонального «Каналу-402» до мовлення у широкоекранному форматі зображення 16:9 та стандарті високої чіткості (HD).
- Припинення мовлення та закриття полонського регіонального телеканалу «ПТБ»[72].
- Перехід регіонального телеканалу «Снятин» до мовлення у широкоекранному форматі зображення 16:9 і стандарті високої чіткості (HD).
- Припинення мовлення та закриття черкаського регіонального телеканалу «Експо TV».
- Початок мовлення нового регіонального телеканалу «ТРК К-П».
- Припинення аналогового мовлення регіонального телеканалу «Авіс» на 22 ТВК у Макарові[73].
- Початок власного мовлення регіонального телеканалу «Броди online».